# Krista Ayne
Krista Ayne (nacida el 30 de julio de 1982 en Nueva York) es una actriz y modelo estadounidense que fue Pet of the Month de abril de 2006 de la revista Penthouse. También ha aparecido en la revista Playboy.
Ayne comenzó en el modelaje con nueve años y ha aparecido en campañas publicitarias para Verizon, Azzure Denim, y Paco Jeans. Apareció en el vídeo musical del sencillo de 2004 de Jesse McCartney, "Beautiful Soul", y ha actuado en cine y televisión, apareciendo en las películas Kettle of Fish (2006), y Rockaway (2007), también ha aparecido como invitada en algunas series para el canal de televisión Fuse TV y en The Howard Stern Show. Además perteneció al reparto habitual de la serie softcore Life on Top del canal Cinemax.